# Minolovec (igra)
Minolovec je računalniška igra, pri kateri mora igralec odkriti vse mine na mreži manjših praznih polj. Ob kliku na polje se prikaže številka, ki označuje število min v sosednjih poljih. Igralec mora iz tega podatka logično sklepati, na katerem izmed sosednjih polj je mina, v nekaterih primerih pa mora tudi ugibati. Cilj igre je odkriti vsa polja, pod katerimi se ne skriva mina, ne bi kliknil na katero od min. Polja, za katera je igralec prepričan, da vsebujejo mino, je možno označiti z zastavico.
Igra je bila prilagojena za množico različnih sistemov in predelana v več variant, verjetno najbolj priljubljena različica pa je tista, ki je del vseh operacijskih sistemov Microsoft Windows od Windows 3.1 dalje.